# Парламентские выборы в Катаре (2021)
Парламентские выборы в Катаре прошли 2 октября 2021 года после заявления эмира Катара от 22 августа 2021 года. Они стали первыми парламентскими выборами в стране.
Выборы в Консультативное собрание Катара (Меджлис Аш-Шура) первоначально планировалось провести во второй половине 2013 года, однако в июне 2013 года они были отложены как минимум до 2016 года. В 2016 году их снова отложили. Наконец, в ноябре 2020 года Эмир Тамим бин Хамад Аль Тани пообещал провести выборы в октябре 2021 года.

## Предвыборная обстановка
Первоначально первые парламентские выборы в стране планировалось провести в последние шесть месяцев 2013 года, но они были отложены до того, как уходящий на пенсию эмир Хамад бин Халифа Аль Тани передал власть своему сыну Тамиму бин Хамаду Аль Тани. Срок полномочий Консультативного собрания был продлён сначала до 2016 года, а затем до 2019 года.
В октябре 2019 года Аль Тани издал приказ о создании комитета для организации выборов под председательством премьер-министра Халида бин Халифы бин Абдул Азиза Аль Тани.

## Избирательная система
Консультативное собрание Катара включает 45 членов, из которых 30 избираются, а остальные назначаются эмиром. В соответствии с Конституцией избирательным правом обладают мужчины и женщины старше 18 лет.
29 июля 2021 года Аль Тани утвердил закон о выборах, согласно которому 30 членов Собрания должны избираться по одномандатным округам путём голосования по системе относительного большинства. Закон требует, чтобы кандидаты были не моложе 30 лет и «имели катарское происхождение» (как это определено в Законе о гражданстве 2005 года). Это обеспечивает право голосования потомкам людей, имевших гражданство в 1930 году, но не даёт избирательного права натурализованных лицам и членам племени Аль-Мурра и приводит к протестам.

## Избирательная кампания
На 30 мест претендовали в 233 кандидата, из которых 26 женщин. Поскольку политические партии в Катаре запрещены, все кандидаты баллотировались как независимые. Избирательные участки были разделены на две половины: для мужчин и для женщин с отдельными входами.

## Результаты
Явка избирателей составила 63,5 %. В Собрание из 30 избираемых членов не было избрано ни одной женщины. Тысячи катарцев были исключены из выборов.